# Grammomys macmillani
Grammomys macmillani és una espècie de mamífer rosegador de la família dels múrids. Viu a Etiòpia, Kenya, la República Centreafricana, la República Democràtica del Congo, Sierra Leone, el Sudan del Sud, Tanzània i Uganda. Es tracta d'un animal nocturn i arborícola. Els seus hàbitats naturals són els boscos i els aiguamolls i herbassars que continguin arbres. És una espècie en risc mínim, és a dir, no sembla que hi hagi cap amenaça significativa per a la seva supervivència. L'espècie fou anomenada en honor del caçador escocès William Northrop Macmillan.